# Паевонски, Ральф
Рафаэл Мозес "Ральф" Паевонски (англ. Raphael Moses "Ralph" Paiewonsky 9 ноября 1907, Сент-Томас, Американские Виргинские острова — 9 ноября 1991, там же) — губернатор Американских Виргинских островов (1961—1969).

## Биография
Выходец из семьи еврейских иммигрантов литовского происхождения. Его отец, Исаак Залманович (Айзек) Пайевонский (Паевонский; 1884—1963), эмигрировал из Вилковишек Мариямпольского уезда Сувалкской губернии с родителями в 1897 году; мать — Ребекка Пайевонский (в девичестве Ривка Гершелевна Кушнер, 1885—1963) — родилась в Мариямполе. Его брат — историк-краевед Исидор Пайевонский (1909—2004); племянник — издатель и краевед Майкл Альберт Пайевонский (1939—2004).
В 1940 г. окончил химический факультет Нью-Йоркского университета. Активно занимался бизнесом, был одним из основателей West Indies Bank and Trust Company.
В 1961—1969 гг — губернатор Американских Виргинских островов. Выступил инициатором масштабной для региона программы жилищной застройке, в результате реализации которой было построено 8000 новых домов. Провел реформу образования и в 1962 г. открыл Университет Виргинских островов и входящий в него Институт Ферментологии Виргинских островов, занимал пост председателя его попечительского вплоть до своей смерти. В его честь названа библиотека на острове Сент-Томас.
Жена — Этель Геллер (1912—1997), уроженка Бруклина.